# Patrick Jonker
Patrick Alexander Jonker (* 25. Mai 1969 in Amsterdam) ist ein ehemaliger australisch-niederländischer Radrennfahrer und heutiger Teammanager.

## Radsportkarriere
Als Amateur hatte Patrick Jonker 1991 mit dem Sieg bei einer Etappe des Milk Race auf sich aufmerksam gemacht. Seine größten Erfolge während seiner Profi-Zeit von 1993 bis 2004 waren Siege bei der Route du Sud 1997, beim Grand Prix de Wallonie 1998 sowie bei der Tour Down Under 2004. Im Jahre 1998 war er zudem Niederländischer Meister im Einzelzeitfahren geworden. 1993 gewann er die Zeitfahrmeisterschaft in Australien.
Zweimal startete Patrick Jonker bei Olympischen Sommerspielen; 1992 in Barcelona sowie 1996 in Atlanta, wo er im Einzelzeitfahren den achten Platz belegte.
Fünfmal – 1994 sowie 1996 bis 1999 nahm Jonker an der Tour de France teil. Seine beste Platzierung war der 12. Platz bei der Tour 1996, ein Platz hinter Miguel Indurain.

## Privates und Berufliches
Patrick Jonker wurde in den Niederlanden geboren und wuchs in Australien auf, behielt aber beide Staatsangehörigkeiten. Sein Vater war Niederländer, seine Mutter eine Deutsche aus Berlin.
Nach seinem Sieg bei der Tour Down Under im Jahr 2004 beendete Jonker seine aktive Karriere. 2010 ist er als Manager des australischen Teams „Virgin Blue RBS Morgans“ tätig.

## Erfolge
1993
- Australischer Meister Einzelzeitfahren

1997
- Route du Sud

1998
- Niederländischer Meister Einzelzeitfahren

1999
- Grand Prix de Wallonie

2004
- Tour Down Under